# Autobahnkreuz Rippachtal
Das Autobahnkreuz Rippachtal (Abkürzung: AK Rippachtal; Kurzform: Kreuz Rippachtal) ist ein Autobahnkreuz in Sachsen-Anhalt bei Merseburg. Es verbindet die Bundesautobahn 9 (Berlin–Leipzig–München; Europastraßen 49 und 51) mit der Bundesautobahn 38 (Südharzautobahn).

## Geographie
Das Autobahnkreuz liegt auf den Stadtgebieten von Lützen und Weißenfels, nordwestlich des Ortsteils Rippach im Burgenlandkreis. Weitere umliegende Ortsteile sind Röcken im Nordosten, Pörsten im Südosten, Dehlitz und Lösau im Südwesten sowie Oeglitzsch im Nordwesten. Es befindet sich etwa 25 km südwestlich von Leipzig, etwa 20 km nordöstlich von Naumburg und etwa 25 km südlich von Halle (Saale).
Namensgebend ist der Fluss Rippach, der wenige Kilometer südwestlich in die Saale mündet.
Das Autobahnkreuz Rippachtal trägt auf der A 9 die Anschlussstellennummer 19, auf der A 38 die Nummer 27.

## Bauform und Ausbauzustand
Das Autobahnkreuz wurde im Oktober 1997 als Teil der Mitteldeutschen Schleife eröffnet. Als Bauform wurde ein abgewandeltes Kleeblatt gewählt. Anstatt einer indirekten Rampe von der A 9 aus München kommend auf die A 38 nach Göttingen wurde eine Tangentenfahrbahn mit zwei Brückenbauwerken realisiert.
Die A 38 ist in beide Richtungen vierstreifig ausgebaut. Die A 9 verfügt über sechs Fahrstreifen. Die drei indirekten Rampen sind einstreifig ausgeführt, die direkten Rampen sind – außer der Relation Leipzig-Berlin, die einstreifig ist – zweistreifig. Die Tangente ist ebenfalls zweistreifig ausgeführt.

## Verkehrsaufkommen
Das Kreuz wird täglich von etwa 90.000 Fahrzeugen befahren.
| Von                     | Nach                | Durchschnittliche tägliche Verkehrsstärke | Anteil Schwerlastverkehr |
| ----------------------- | ------------------- | ----------------------------------------- | ------------------------ |
| AS Bad Dürrenberg (A 9) | AK Rippachtal       | 64.219                                    | 21,65 %                  |
| AK Rippachtal           | AS Weißenfels (A 9) | 70.858                                    | 20,42 %                  |
| AS Leuna (A 38)         | AK Rippachtal       | 28.886                                    | 20,69 %                  |
| AK Rippachtal           | AS Lützen (A 38)    | 29.684                                    | 18,05 %                  |